# Jamaica en los Juegos Olímpicos de Pekín 2022
Jamaica estuvo representada en los Juegos Olímpicos de Pekín 2022 por un total de seis deportistas que competirán en dos deportes. Responsable del equipo olímpico es la Asociación Olímpica de Jamaica, así como las federaciones deportivas nacionales de cada deporte con participación.
Los portadores de la bandera en la ceremonia de apertura fueron el esquiador alpino Benjamin Alexander y la piloto de bobsleigh Jazmine Fenlator-Victorian. El equipo olímpico jamaiquino no obtuvo ninguna medalla en estos Juegos.